# 최성호 (배우)
최성호(1975년 7월 26일 ~ )는 대한민국의 배우이다.
1994년 CF 광고 모델 첫 데뷔한 그는 이듬해 1996년 SBS 서울방송 공채 5기 탤런트로 정식 데뷔하였다.

## 출연

### 드라마
- 2003년 MBC 《성녀와 마녀》 - 한영진 역
- 2003년 MBC 《죽도록 사랑해》 - 송준호 역
- 2004년 SBS 《발리에서 생긴 일》 - 정재민의 친구 역
- 2004년~2005년 SBS 《토지》 - 삼수 역
- 2006년 MBC 《90일, 사랑할 시간》 - 부병찬 역
- 2007년 SBS 《쩐의 전쟁》 - 이영석 역
- 2007년 MBC 《뉴하트》 - 최선호 역
- 2008년 SBS 《압록강은 흐른다》 - 미륵 역
- 2009년 KBS2 《솔약국집 아들들》 - 피터 박 역 (특별출연)
- 2010년 SBS 《검사 프린세스》 - 채지운 역
- 2010년 SBS 《웃어요, 엄마》 - 드라마 PD 역
- 2011년 SBS 《시티헌터》 - 장필재 역
- 2011년 SBS 《장미의 전쟁》 - 이현기 역
- 2015년 SBS 《어머님은 내 며느리》 - 유재용 역

### 영화
- 1974년 《증언》 - 김상년 옛날 군대 장교 역
- 2002년 《해안선》- 강 상병 친구 3 역
- 2003년 《나는 나를 파괴할 권리가 있다》- 커트 코베인을 닮고 싶은 젊은 로커 커트 역
- 2006년 《사랑따윈 필요없어》- 오대표 역
- 2009년 《압록강은 흐른다》- 청년 미륵 역